# Гана на літніх Олімпійських іграх 2012
Гана на літніх Олімпійських іграх 2012 була представлена дев'ятьма спортсменами у чотирьох видах спорту.